# Floréal-Klasse
Die Floréal-Klasse ist eine Klasse von leichten  Patrouillenfregatten der Französischen Marine und der Marokkanischen Marine. Die französischen Fregatten sollen durch die European Patrol Corvette ersetzt werden.

## Geschichte
Insgesamt wurden acht Schiffe der Floréal-Klasse durch Chantiers de l’Atlantique in Saint-Nazaire, Frankreich, gebaut. Zwei Fregatten stehen im Dienst der Marokkanischen Marine und weitere sechs im Dienst der Französischen Marine.
Die Schiffe sind vergleichsweise schwach bewaffnet und patrouillieren um die französischen Übersee-Départements. Sie unterstützen bei humanitären Hilfseinsätzen, beschützen die ausschließliche Wirtschaftszone, vermessen, erfüllen repressive Aufgaben und überwachen die Fischerei in französischen Gewässern.
Das erste französische Schiff wurde im April 1990 auf Kiel gelegt. Die letzte französische Einheit wurde im Mai 1994 in Betrieb genommen. Die beiden Schiffe der Marokkanischen Marine wurden zwischen 2001 und 2002 gebaut und in Dienst gestellt.

## Einheiten

### Frankreich
- Floréal (F730)
- Prairial (F731)
- Nivôse (F732)
- Ventôse (F733)
- Vendémiaire (F734)
- Germinal (F735)

### Marokko
- Mohammed V (611)
- Hassan II (612)